# Emma Orczy
La baronne Emma (Emmuska) Orczy, née le 23 septembre 1865 à Tarnaörs, en Hongrie, et morte le 12 novembre 1947 à  Henley-on-Thames, dans le South Oxfordshire, en Angleterre, est une romancière, dramaturge et artiste britannique d’origine hongroise. Elle est surtout connue pour sa série de romans mettant en scène le personnage du « Mouron rouge (Scarlet Pimpernel) ». 
Certains de ses tableaux sont exposés à la Royal Academy de Londres.

## Biographie
Emma Magdalena Rosalia Maria Josefa Barbara Orczy est fille du baron Felix Orczy (compositeur) et de son épouse, née comtesse Emma Wass. Parmi les amis de la famille Orczy figuraient Charles Gounod, Franz Liszt et Richard Wagner.
Par crainte d’une révolte paysanne, ses parents quittent la Hongrie en 1868 et vivent à Bruxelles, puis Paris, où Emma étudie la musique. En 1880, la famille s’installe à Londres, au 162 Great Portland Street. Emma Orczy suit les cours de la West London School of Art, puis de la Heatherley's School of Fine Art, où elle rencontre Montague Maclean Barstow, qu’elle épousera en 1894.
Les époux étant très désargentés, Emma Orczy doit travailler avec son mari comme traductrice et illustratrice. Leur fils unique, John Montague Orczy-Barstow, naît le 25 février 1899. Peu de temps après, la baronne Orczy publie son premier roman, The Emperor's Candlesticks (1899), qui n’obtient aucun succès. En revanche, une série d’histoires de détectives, parue dans le Royal Magazine, s'attache un certain public. Son livre suivant, In Mary's Reign (1901), est mieux reçu, et en 1903, elle écrit avec son mari une pièce de théâtre fondée sur l’une de ses nouvelles, mettant en scène un jeune aristocrate anglais qui, au péril de sa vie, sauve des nobles français de l'échafaud pendant la Révolution française : The Scarlet Pimpernel (le Mouron Rouge). Elle en tire également un roman qu’elle soumet à une douzaine d’éditeurs. Pendant ce temps, la pièce est acceptée dans un théâtre du West End et connaît un grand succès pendant quatre ans. Ce succès se répercute sur le roman paru ensuite sous le même titre.
La baronne Orczy écrit dès lors plusieurs suites aux aventures de Sir Percy Blakeney, le Mouron rouge, dont la première intitulée I Will Repay (1906) est la plus populaire. Elle publie également de nombreux romans de mystère et d’aventures, mais aussi des nouvelles policières, notamment Le Vieil Homme dans le coin (The Old Man In the Corner, 1909) : un individu énigmatique et sédentaire qui dénoue des énigmes policières que lui soumet Polly Burton, une jeune journaliste, en nouant et dénouant une cordelette ou en dégustant un gâteau au fromage arrosé d'un verre de lait « au fond d'un salon de thé londonien » Autre récit policier, Lady Molly of Scotland Yard (1910) est le premier à présenter une femme détective comme personnage principal.
Le succès de son œuvre permet à la baronne d'acheter une propriété à Monte-Carlo.
Elle meurt à Henley-on-Thames le 12 novembre 1947 à l'âge de quatre-vingt-deux ans.
Son fils, John Montague Orczy-Barstow, devient un écrivain sous le pseudonyme de John Blakeney, reprenant le nom de famille du personnage le plus célèbre créé par sa mère.

## Œuvres

### SérieLe Mouron rouge
- The Scarlet Pimpernel (pièce de théâtre 1903, roman 1905)
- I Will Repay (1906)
- The Elusive Pimpernel (1908)
- Eldorado (1913)
- Lord Tony's Wife (1917)
- The League of the Scarlet Pimpernel (recueil de nouvelles, 1919)
- The First Sir Percy (1921)
- The Triumph of the Scarlet Pimpernel (1922)
- Pimpernel and Rosemary (1924)
- Sir Percy Hits Back (1927)
- The Adventures of the Scarlet Pimpernel (1929)
- The Scarlet Pimpernel Looks at the World (1933)
- The Way of the Scarlet Pimpernel (1933)
- Sir Percy Leads the Band (1936)
- The Gallant Pimpernel (recueil de quatre nouvelles, 1939)
- Mam'zelle Guillotine (1940)

### Autres romans, pièces et recueils de nouvelles
- The Emperor's Candlesticks (1899)
- In Mary's Reign (1901) puis The Tangled Skein (1907)
- The Sin of William Jackson (pièce de théâtre, 1906)
- The Case of Miss Elliot (recueil de nouvelles policières, 1905)
- By the Gods Beloved (1905), réédité sous le titre The Gates of Kamt (1907)
- A Son of the People (1906)
- Beau Brocade (1907)
- The Old Man In the Corner (1909) Publié en français sous le titre Le Vieil Homme dans le coin, Paris, Garnier, coll. « Classiques de l'énigme », 1980  (ISBN 2-7050-0251-0) ; réédition, Paris, Éditions 10/18, coll. « Grands Détectives » no 2755, 1996  (ISBN 2-264-02405-4)
- The Nest of the Sparrowhawk (1909)
- Lady Molly of Scotland Yard (1910)
- Petticoat Government (1910)
- A True Woman (1911)
- The Duke's Wager (1911)
- The Traitor (1912)
- The Good Patriots (1912)
- Fire in Stubble (1912)
- Meadowsweet (1912)
- Unto Cæsar (1914)
- The Laughing Cavalier (1914)
- A Bride of the Plains (1915)
- The Bronze Eagle (1915)
- Leatherface (1916)
- A Sheaf of Bluebells (1917)
- Flower o' the Lily (1918)
- The Man in Grey (1918)
- The Legion of Honour (1918) (pièce adaptée de A Sheaf of Bluebells)
- His Majesty's Well-beloved (1919)
- Castles in the Air (collection, 1921)
- Nicolette: A Tale of Old Provence (1922)
- The Honourable Jim (1924)
- Les Beaux et les Dandys du Grand Siècle en Angleterre (1924)
- The Miser of Maida Vale (1925)
- A Question of Temptation (1925)
- Unravelled Knots (1926)
- The Celestial City (1926)
- Skin o' My Tooth (collection, 1928)
- Blue Eyes and Grey (1929)
- Marivosa (1930)
- In the Rue Monge (1931)
- A Joyous Adventure (1932)
- A Child of the Revolution (1932)
- A Spy of Napoleon (1934)
- The Uncrowned King (1935)
- The Turbulent Duchess (1935)
- The Divine Folly (1937)
- No Greater Love (1938)
- Pride of Race (1942)
- The Will-O'-The-Wisp (1947)
- Links in the Chain of Life (autobiographie, 1947)

### Traductions
- Old Hungarian Fairy Tales (1895) traduit avec Montague Barstow
- The Enchanted Cat (1895) traduit avec Montague Barstow
- Fairyland’s Beauty (1895) traduit avec Montague Barstow
- Uletka and the White Lizard (1895) traduit avec Montague Barstow

### Titres parus en France
La première date est celle de la première édition française :

#### SérieLe Mouron rouge
- 1913 : Le Mouron Rouge, Collection Nelson[2] no 61 (Jaquette non signée).
- 1929 : Le Serment du Mouron Rouge, Collection Nelson no 305. Illustrations de Frédéric Auer.
- 1931 : Les Nouveaux Exploits du Mouron Rouge, Collection Nelson no 323. Illustrations de Maurice Berty.
- 1933 : La Capture du Mouron Rouge, Collection Nelson no 359. Illustrations de Maurice Berty.
- 1952 : La Vengeance de Sir Percy, Collection Nelson no 437. Illustrations de Jean Routier.
- 1954 : Les Métamorphoses du Mouron rouge, Collection Nelson no 441. Illustrations de Jacques Poirier.
- 1955 : Le Rire du Mouron rouge, Collection Nelson no 443. Illustrations de Jacques Poirier.
- 1956 : Le Triomphe du Mouron rouge, Collection Nelson no 444. Illustrations de Jacques Poirier.
- 1956 : Le Mouron Rouge conduit le bal, Collection Nelson no 445. Illustrations de Jacques Poirier.

Les Éditions de la Paix de Bruxelles ont publié plusieurs romans de la Baronne d'Orczy, parmi lesquels :
- Masque de cuir, Bruxelles, Éditions de la Paix, 1946.
- Mam'zelle Guillotine, Bruxelles, Éditions de la Paix, 1947.
- Orgueil de Caste, traduction de Pride of Race, Bruxelles, Éditions de la Paix, 1948.
- Le Règne du Cotillon, Bruxelles, Éditions de la Paix, 1954. Traduction de Petticoat Government (Petticoat Rule aux États-Unis).